# پت کالهون
پت کالهون (به انگلیسی: Pat Calhoun) (زادهٔ ۱۶ ژوئن ۱۹۸۱) شناگر اهل ایالات متحده آمریکا است.